# Bedlam (Marvel Comics)
Pour les articles homonymes, voir Bedlam.
Jesse Aaronson dit Bedlam est un super-héros appartenant à l'univers de Marvel Comics, apparu pour la première fois dans Factor X no 1 (mars 1995).

## Biographie fictive
Jesse et Christopher Aaronson, deux frères, deviennent orphelins à la suite d'un accident de la route qu'ils ont provoqué puis sont séparés. À la suite de cela, Jesse développe des problèmes émotionnels et se retrouve enfermé dans un centre psychiatrique. C'est dans ce lieu que se révèle sa nature mutante et il devient rapidement un cobaye pour le docteur qui l'encadre. Jesse est sauvé par le M.U.S.E. qui en fait un agent, surnommé Bedlam.
Recherchant son frère, il quitte l'organisation et demande l'aide de Domino contre la possibilité de retrouver ses pouvoirs neutralisés durant l'Opération Tolérance Zéro. Domino accepte mais seulement si Jesse l'aidait en premier.
Ils retrouvent la trace de Christopher, qui dirigea les Nouveaux Hellions. Forcé de choisir, Bedlam rejoint tout d'abord son frère, puis vient à la rescousse de X-Force.
Peu après, Jesse part à Genosha aider l'ancien agent secret Peter Wisdom à sauver un vieil ami, Archie Fogg. Là, il reçoit les souvenirs d'un maître karatéka de la mutante Delphi. Plus tard, il s'entraîne à augmenter ses propres pouvoirs mutants.
Il fait partie de X-Force jusqu'à ce que l'équipe se fasse passer pour morte, dans une explosion.
Il se fait plus tard capturer par l'Église de l'Humanité et crucifier devant l'Institut Xavier. Il y meurt, des suites de ses blessures.

## Un autre Bedlam
Un personnage plus ancien est nommé Bedlam (en VO). Il s'agit d'un criminel muté par James Hudson, de la Division Alpha. Cet être est une expérience visant à créer un super-héros. En sommeil artificiel, caché au sein du QG du groupe canadien, il est réveillé par Gary Cody l'agent de liaison gouvernemental, qu'il tue. Pour créer une nouvelle race à son image et se venger de Hudson qui l'avait paralysé pendant des années, il tente d'éliminer la Division Alpha, avec d'autres recrues, les Derangers (la jeune Breakdown, l'ancien peintre Janus, le colosse Freakout, Laura Dean et sa sœur Goblyn). Bedlam possède d'incroyables pouvoirs mentaux. Il est tué par une rafale de Vindicator.

## Pouvoirs
- Bedlam peut générer un champ bio-électrique qui troublait les systèmes électriques et mécaniques, comme un missile EMP.
- Il peut pister les gens en se concentrant sur leur signature neurale unique.
- En faisant fluctuer les courants neuraux, il peut provoquer le sommeil et la douleur.
- Grâce à des médicaments, il est insensible à son propre pouvoir.
- Bedlam est devenu un très bon combattant au corps à corps.

## Apparitions dans d'autres médias
Bedlam apparait dans le film Deadpool 2 de 2018, réalisé par David Leitch, où il est interprété par Terry Crews. Il fait partie des premières recrues de Deadpool pour créer X-Force.